# Oospora
Oospora är ett släkte av svampar. Oospora ingår i familjen Erysiphaceae, ordningen mjöldagg, klassen Leotiomycetes, divisionen sporsäcksvampar och riket svampar.
Oospora omfattar bland annat de så kallade Fungi imperfecti, däre vissa former förökar sig genom oidier. Flera av oosporaarterna hänfördes tidigare till släktet oidium.
Arter enligt Catalogue of Life:
- Oospora porriginis
- Oospora guerciana
- Oospora crustacea
- Oospora fusca
- Oospora humi
- Oospora tenuis
- Oospora uvarum
- Oospora colorans